# Quirino di Neuss
Quirino di Neuss (Roma, I secolo – Roma, 117) fu un tribuno romano vissuto tra il I ed il II secolo, che la tradizione cristiana ricorda come martire.

## Biografia
Egli si convertì al cristianesimo dopo aver visto i miracoli compiuti dai martiri Evenzio, Alessandro e Teodulo, giustiziati sotto l'imperatore Traiano. Venne battezzato assieme alla figlia Balbina e a sua volta subì il martirio per decapitazione il 30 marzo del 117. Fu sepolto nel cimitero di Pretestato sulla Via Appia. Un'epigrafe del V secolo ritrovata nel cimitero ne portava il nome. 

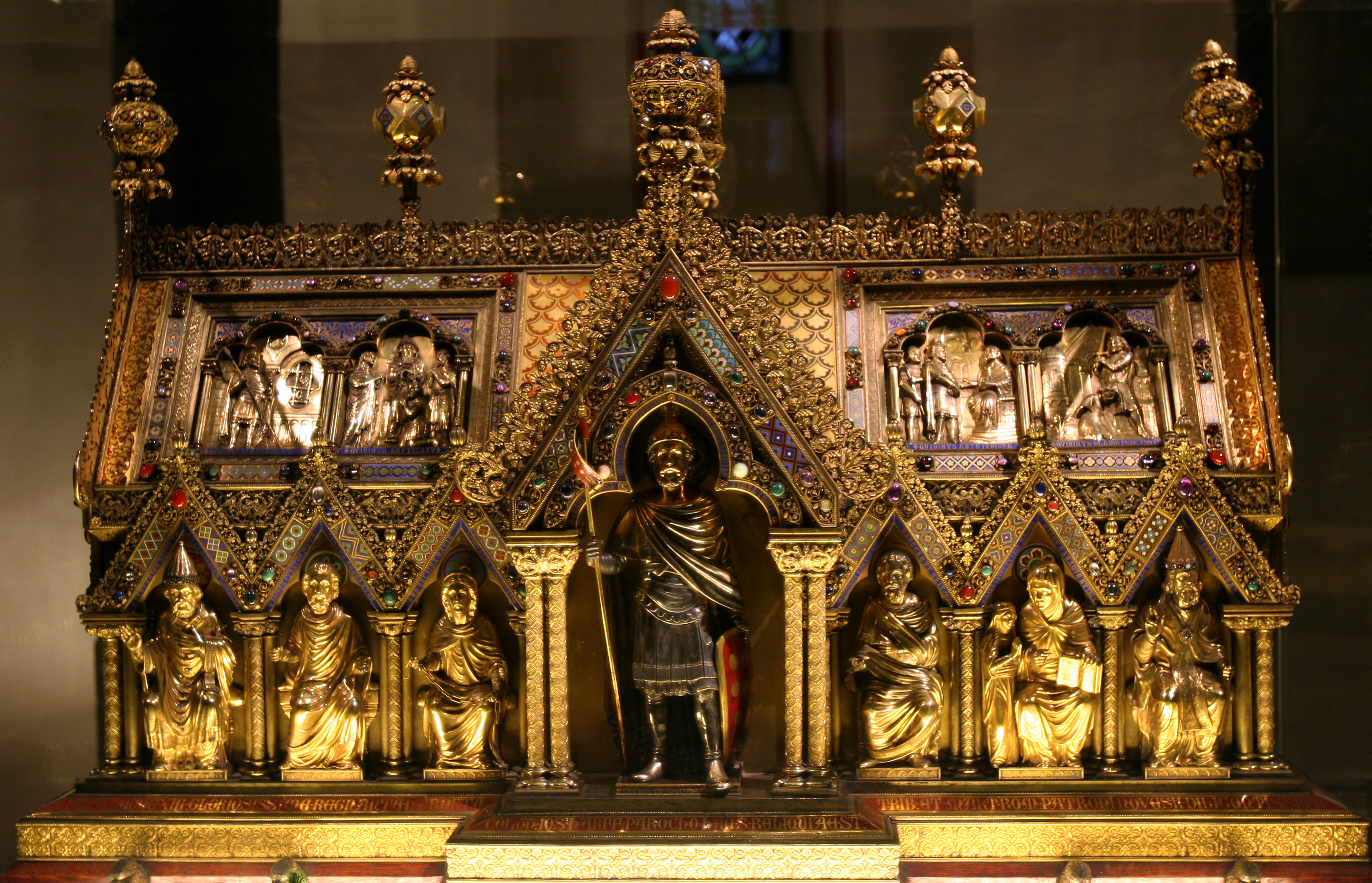
Reliquiario di San Quirino di Neuss. Custodito nella basilica di San Quirino.

Un documento redatto a Colonia nel 1485 informa che il corpo del martire-tribuno venne traslato in Germania nel 1050, dono di papa Leone IX alla badessa Gepa, che lo portò nella città di Neuss sul Reno. La città eresse una basilica a suo nome nel 1206, nella quale il corpo del martire è tuttora custodito. Da questa città il culto del santo si diffuse in tutto il Nord Europa.